# Inkorporáló nyelv
Az inkorporáló vagy bekebelező nyelv a nyelvtipológiai osztályozás szempontjából olyan, magas fokon agglutináló nyelv, amely a nyelvtani viszonyokat és a szóképzést a szótőhöz járuló toldalékok és utóragok útján fejezi ki, ahol a toldalékok hosszú halmaza gyakran határozó- és módosítószókat is magukban foglalhat, ezzel akár teljes mondatnak megfelelő szavakat alkotva. Az inkorporáló nyelvek e tulajdonságuknál fogva egyúttal poliszintetikus, azaz magas fokon jelentéstömörítő nyelvek is (a nyelvészeti szakirodalom ezért sokszor azonos fogalomként kezeli az inkorporáló és a poliszintetikus nyelvet).
Az eszkimóban például az illujuaraalummuuttuviniugaluaqpungalittauq szó jelentése: ’de én is egyike vagyok azoknak, akik még a nagyon nagy házhoz mentek el’ (illu ’ház’, juaq ’nagy’, aaluk ’nagyon’, viniq ’ment’, punga ’én’). Ezen kívül sok észak-amerikai indián, paleo-szibériai, valamint ausztráliai nyelv ebbe a típusba tartozik.
A magyarban szintén vannak inkorporáló szerkezetek, például a látlak, amely az alapigén kívül a második személyű tárgyat foglalja magába. Hasonló szerkezetek egyes újlatin nyelvekben is megtalálhatóak: például a spanyol cantándotela ’énekelve neked azt [a dalt]’ (cantá|ndo|te|la = ’énekel|ve|neked|azt-nőnem’).